# Боранкул
Боранку́л (каз. Боранқұл) — село у складі Бейнеуського району Мангистауської області Казахстану. Адміністративний центр та єдиний населений пункт Боранкульської сільської адміністрації.
У радянські часи село мало назву Опорний і статус смт.
Населення — 7277 осіб (2021; 6310 у 2009, 4876 у 1999, 2800 у 1989).